# John Coleman
Pour l’article homonyme, voir John Coleman (musicien).
John Coleman est un auteur britannique, ancien membre du Secret Intelligence Service (SIS). Il est connu pour sa diffusion de thèses sur l'influence néfaste du Nouvel ordre mondial sur les peuples et les nations.

## Théories
Coleman indiqua que l'organisation des Frères musulmans serait un ordre créé en secret par la franc-maçonnerie britannique avec l'aide de Thomas Edward Lawrence, Bertrand Russell, St. John Philby, E.G. Browne et Arnold Toynbee, afin de maintenir le Moyen-Orient sous-développé pour que ses ressources, en particulier son pétrole, puissent continuer à être pillées par le Royaume-Uni.
Coleman critique le Club de Rome, la Giorgio Cini Foundation, Forbes Global 2000, le Interreligious Peace Colloquium, l’Institut Tavistock, la noblesse noire ainsi que d'autres organisations qui se rapprochent de la thématique complotiste du nouvel ordre mondial. Il a également fait plusieurs analyses critiques sur la franc-maçonnerie ainsi que l'influence de la haute sphère financière mondiale et des sociétés secrètes sur les révolutions socialistes, le libéralisme et le mondialisme actuel.

## Œuvres
- The Tavistock Institute Of Human Relations: Shaping the Moral, Spiritual, Cultural, Political and Economic Decline of the United States of America
  - Traduit en français : L'Institut Tavistock des relations humaines : Façonner le déclin moral, spirituel, culturel, politique et économique des États-Unis d’Amérique, éditions Omnia Veritas, 2022, 292 p.  (EAN 978-1915278418)
- Conspirators Hierarchy: The Story of the Committee of 300, America West Publishers, 1992, ii-288 p.  (ISBN 0922356572)
  - Traduit en français : La Hiérarchie des conspirateurs : Histoire du Comité des 300, éditions Omnia Vertitas, 2022, 358 p.  (EAN 978-1915278432)
- One World Order: Socialist Dictatorship (antiguo titulo Socialism: The Road To Slavery), Bridger House Publishers, 1998, ii-229 p.  (ISBN 0964010496)
- Diplomacy by Deception: An Account of the Treasonous Conduct by the Governments of Britain and the United States, Bridger House Publihers, 1993, 262 p.  (ISBN 0964010488)
  - Traduit en français : La Diplomatie par le mensonge : un compte-rendu de la traîtrise des gouvernements de l'Angleterre et des États-Unis, éditions Omnia Veritas, 2022, 292 p.  (EAN 978-1915278449)
- Beyond The Conspiracy: Unmasking The Invisible World Government, The Committee Of 300
- What You Should Know About the United States Constitution and the Bill of Rights, Bridger House, 1999, ix-312 p.  (ISBN 1893157032)
- AIDS / HIV the greatest threat ever faced by mankind (e-book)
- Abortion: Genocide in America
- Apocalypse waiting to happen
- Diplomacy by Deception
- Drug War against America
- Obama's America
- Pearl Harbor
- The Rothschild Dynasty** Traduit en français : La Dynastie Rothschild, éditions Omnia Veritas, 2022, 202 p.  (EAN 978-1915278425)
- Illuminati In America 1776—2008
- Nuclear Power: Anathema to the New World Order